# Гринишин, Даниил Максимович
Даниил Максимович Гринишин (16 декабря 1915 — 4 апреля 1984) — историк, профессор, доктор исторических наук. Участник Великой Отечественной войны.

## Биография
Даниил Максимович Гринишин родился в 1915 году. В 1940 году окончил Ленинградский институт политпросвещения им. Крупской. В годы Великой Отечественной войны служил на Балтийском флоте в должности политрука. В 1948 году защитил кандидатскую диссертацию на тему «Борьба с буржуазно-националистической контрреволюцией в 1917 году на Украине». С 1951 по 1952 год был доцентом в Ленинградском государственном университете на кафедре основ марксизма-ленинизма. В 1959 году защитил докторскую диссертацию на тему «Военная деятельность В. И. Ленина». Был профессором кафедры философии Ленинградского технологического института им. Ленсовета.
Гриншин был специалистом по истории Гражданской войны и революции 1917 года. Ряд его научных работ посвящены теории Ленина. Занимался изучением жизни и творчества Канта.
Даниил Максимович Гринишин скончался в 1984 году после тяжёлой болезни.

## Основные работы
- Разработка В. И. Лениным военных вопросов в 1903—1917 гг. Л., 1956;
- В. И. Ленин во главе обороны Советского государства (1917—1920). Л., 1957;
- Военная деятельность В. И. Ленина. Л., 1957;
- В. И. Ленин — руководитель военной подготовки партии и рабочего класса к революции. Л., 1963;
- Иммануил Кант. Краткий очерк жизни и науч. деятельности. Л., 1976.

## Награды
- Орден Красной Звезды[2];
- Медаль «За оборону Ленинграда»;
- Медаль «За боевые заслуги»;
- Медаль «За победу над Германией в Великой Отечественной войне 1941—1945 гг.»;
- Медаль «За безупречную службу» 1 степени.